# Coupe du monde d'escalade de 2024
Navigation
35e édition 37e édition
La coupe du monde d'escalade de 2024 est la 36e édition de la coupe du monde d'escalade. En 2024, cette série d'épreuves débute le 8 avril et se termine le 6 octobre. Cette compétition compte neuf étapes comprenant six épreuves de difficulté, cinq épreuves de bloc et cinq épreuves de vitesse.

## Diffusion
L'ensemble des étapes sont diffusées en Français sur Bein Sport (chaîne payante).
La diffusion est également disponible gratuitement sur la chaîne Youtube officielle de l'IFSC en Anglais (mais cela nécessite un VPN pour se localiser aux États-Unis).

L'ensemble des étapes de vitesse sont diffusées. Concernant la Difficulté et le Bloc, seulement les Demi-Finales et Finales sont diffusées.

Pour permettre à tout le monde de regarder librement les diffusions, nous avons mit en place un serveur discord sur lequel vous pourrez regarder/partager la compétition en direct.
Voici le lien pour rejoindre le serveur :
https://discord.gg/mk7aa4VGHS

## Classement général
| Catégories | Or                           | Or          | Argent           | Argent      | Bronze         | Bronze        |
| ---------- | ---------------------------- | ----------- | ---------------- | ----------- | -------------- | ------------- |
| Difficulté | Toby Roberts (1)             | 3380 points | Shion Omata      | 2915 points | Sorato Anraku  | 2845 points   |
| Difficulté | Jessica Pilz                 | 3220 points | Janja Garnbret   | 3000 points | Ai Mori        | 2610 points   |
| Bloc       | Sorato Anraku (2)            | 3365 points | Meichi Narasaki  | 2860 points | Tomoa Narasaki | 2690 points   |
| Bloc       | Natalia Grossman (4)         | 2610 points | Oceana Mackenzie | 2405 points | Mao Nakamura   | 2262.5 points |
| Vitesse    | Samuel Watson (grimpeur) (1) | 3185 points | Matteo Zurloni   | 2805 points | Xinshang Wang  | 2650 points   |
| Vitesse    | Lijuan Deng (1)              | 2845 points | Natalia Kalucka  | 2765 points | Jimin Jeong    | 2730 points   |

## Étapes
| Dates                               | Lieu             | Difficulté | Bloc     | Vitesse  |
| ----------------------------------- | ---------------- | ---------- | -------- | -------- |
| 8 avril 2024-10 avril 2024          | Shaoxing         | -          | X        | -        |
| 12 avril 2024-14 avril 2024         | Wujiang          | X          | -        | X        |
| 3 mai 2024-5 mai 2024               | Salt Lake City   | -          | X        | X        |
| 26 juin 2024-30 juin 2024           | Innsbruck        | X          | X        | -        |
| 12 juillet 2024-14 juillet 2024     | Chamonix         | X          | -        | X        |
| 17 juillet 2024-19 juillet 2024     | Briançon         | X          | -        | X        |
| 6 septembre 2024-7 septembre 2024   | Koper (Slovénie) | X          | -        | -        |
| 20 septembre 2024-22 septembre 2024 | Prague           | -          | X        | -        |
| 2 octobre 2024-6 octobre 2024       | Seoul            | X          | X        | X        |
| Total : 9 étapes                    |                  | 6 étapes   | 5 étapes | 5 étapes |

## Podiums des étapes

### Bloc

#### Hommes
| Étapes       | Lieu                        | Or                 | Argent            | Bronze            |
| ------------ | --------------------------- | ------------------ | ----------------- | ----------------- |
| 10 avril     | Shaoxing (Chine)            | Tomoa Narasaki (7) | Sorato Anraku     | Hannes Van Duysen |
| 4 mai        | Salt Lake City (États-Unis) | Sorato Anraku (2)  | Meichi Narasaki   | Jakob Schubert    |
| 28 juin      | Innsbruck (Autriche)        | Sohta Amagasa (1)  | Meichi Narasaki   | Sorato Anraku     |
| 21 septembre | Prague (République Tchèque) | Lee Dohyun (2)     | Manuel Cornu      | Toby Roberts      |
| 6 octobre    | Séoul (Corée du Sud)        | Lee Dohyun (3)     | Maximillian Milne | Sohta Amagasa     |

#### Femmes
| Étapes       | Lieu                        | Or                    | Argent                    | Bronze            |
| ------------ | --------------------------- | --------------------- | ------------------------- | ----------------- |
| 9 avril      | Shaoxing (Chine)            | Janja Garnbret (16)   | Camilla Moroni            | Luo Zhilu         |
| 5 mai        | Salt Lake City (États-Unis) | Natalia Grossman (11) | Oriane Bertone            | Naïlé Meignan     |
| 27 juin      | Innsbruck (Autriche)        | Janja Garnbret (17)   | Jennifer Eucharia Buckley | Anastasia Sanders |
| 22 septembre | Prague (République Tchèque) | Natalia Grossman (12) | Naïlé Meignan             | Oceania Mackenzie |
| 3 octobre    | Séoul (Corée du Sud)        | Anastasia Sanders (1) | Zélia Avezou              | Erin McNeice      |

### Difficulté

#### Hommes
| Étapes      | Lieu                 | Or                  | Argent          | Bronze        |
| ----------- | -------------------- | ------------------- | --------------- | ------------- |
| 14 avril    | Wujiang (Chine)      | Toby Roberts (2)    | Taisei Homma    | Sorato Anraku |
| 30 juin     | Innsbruck (Autriche) | Jakob Schubert (21) | Alexander Megos | Toby Roberts  |
| 14 juillet  | Chamonix (France)    | Colin Duffy (2)     | Sam Avezou      | Toby Roberts  |
| 19 juillet  | Briançon (France)    | Zento Murashita (1) | Satone Yoshida  | Shion Omata   |
| 7 septembre | Koper (Slovénie)     | Toby Roberts (3)    | Sorato Anraku   | Sam Avezou    |
| 6 octobre   | Seoul (Corée du Sud) | Sorato Anraku (4)   | Lee Dohyun      | Shion Omata   |

#### Femmes
| Étapes      | Lieu                 | Or                  | Argent       | Bronze            |
| ----------- | -------------------- | ------------------- | ------------ | ----------------- |
| 14 avril    | Wujiang (Chine)      | Janja Garnbret (27) | Zhilu Luo    | Chaehyun Seo      |
| 30 juin     | Innsbruck (Autriche) | Janja Garnbret (28) | Ai Mori      | Chaehyun Seo      |
| 14 juillet  | Chamonix (France)    | Ai Mori (4)         | Jessica Pilz | Mei Kotake        |
| 19 juillet  | Briançon (France)    | Mei Kotake (1)      | Laura Rogora | Mattea Pötzi      |
| 7 septembre | Koper (Slovénie)     | Janja Garnbret (29) | Jessica Pilz | Anastasia Sanders |
| 6 octobre   | Seoul (Corée du Sud) | Jessica Pilz (3)    | Ai Mori      | Anastasia Sanders |

### Vitesse

#### Hommes
| Étapes     | Lieu                        | Or                           | Argent                   | Bronze            |
| ---------- | --------------------------- | ---------------------------- | ------------------------ | ----------------- |
| 13 avril   | Wujiang (Chine)             | Peng Wu (2)                  | Samuel Watson (grimpeur) | Kiromal Katibin   |
| 4 mai      | Salt Lake City (États-Unis) | Samuel Watson (grimpeur) (2) | Noah Bratschi            | Kevin Amon        |
| 13 juillet | Chamonix (France)           | Samuel Watson (grimpeur) (3) | Xinshang Wang            | Erik Noya Cardona |
| 17 juillet | Briançon (France)           | Ludovico Fossali (1)         | Erik Noya Cardona        | Jianguo Long      |
| 3 octobre  | Seoul (Corée du Sud)        | Xinshang Wang (1)            | Amir Maimuratov          | Kiromal Katibin   |

#### Femmes
| Étapes     | Lieu                       | Or                       | Argent              | Bronze        |
| ---------- | -------------------------- | ------------------------ | ------------------- | ------------- |
| 13 avril   | Wujiang (Chine)            | Aleksandra Miroslaw (12) | Natalia Kalucka     | Jimin Jeong   |
| 4 mai      | Salt Lake City(États-Unis) | Emma Hunt (1)            | Aleksandra Kalucka  | Lijuan Deng   |
| 13 juillet | Chamonix (France)          | Shaoqin Zhang (1)        | Natalia Kalucka     | Jimin Jeong   |
| 17 juillet | Briançon (France)          | Lijuan Deng (5)          | Jimin Jeong         | Shaoqin Zhang |
| 3 octobre  | Seoul (Corée du Sud)       | Yafei Zhou (1)           | Rajiah Sallsabillah | Shengyan Wang |

### Tableau des médailles
| Rang  | Nation       | Or | Argent | Bronze | Total |
| ----- | ------------ | -- | ------ | ------ | ----- |
| 1     | Japon        | 7  | 8      | 6      | 21    |
| 2     | États-Unis   | 7  | 2      | 3      | 12    |
| 3     | Chine        | 5  | 2      | 5      | 12    |
| 4     | Slovénie     | 5  | 1      | 0      | 6     |
| 5     | Corée du Sud | 2  | 2      | 4      | 8     |
| 6     | Autriche     | 2  | 2      | 3      | 7     |
| 7     | Royaume-Uni  | 2  | 1      | 4      | 7     |
| 8     | Pologne      | 1  | 3      | 0      | 4     |
| 9     | Italie       | 1  | 2      | 0      | 3     |
| 10    | France       | 0  | 5      | 2      | 7     |
| 11    | Indonésie    | 0  | 1      | 2      | 3     |
| 12    | Espagne      | 0  | 1      | 1      | 2     |
| 13    | Allemagne    | 0  | 1      | 0      | 1     |
| 13    | Kazakhstan   | 0  | 1      | 0      | 1     |
| 15    | Belgique     | 0  | 0      | 1      | 1     |
| 15    | Australie    | 0  | 0      | 1      | 1     |
| Total | Total        | 32 | 32     | 32     | 96    |